# Sophia Loren
Sophia Loren, pseudonimo di Sofia Costanza Brigida Villani Scicolone (Roma, 20 settembre 1934), è un'attrice italiana con cittadinanza francese.
Entra a far parte della settima arte molto giovane e s'impone agli inizi degli anni cinquanta, grazie ai suoi ruoli in commedie come Pane, amore e..., Un marito per Cinzia e La baia di Napoli. Verrà diretta nel 1960 da Vittorio De Sica ne La ciociara, per il quale vinse il Premio Oscar. Nel 1991 le viene assegnato l'Oscar onorario. Altri suoi film che hanno fatto la storia del cinema italiano sono Una giornata particolare, Ieri, oggi, domani e Matrimonio all'italiana.
Durante la sua carriera è stata diretta, tra gli altri, da Sidney Lumet, Charlie Chaplin, Martin Ritt, George Cukor, Henry Hathaway, Dino Risi, Mario Monicelli, Ettore Scola e Vittorio De Sica e ha recitato accanto a Marcello Mastroianni, Totò, Marlon Brando, Charlton Heston, Cary Grant, John Wayne, Clark Gable, Burt Lancaster, Paul Newman, Richard Burton, Gregory Peck, Frank Sinatra, William Holden e altri ancora. Ha vinto numerosi riconoscimenti: oltre ai due premi Oscar, cinque premi Golden Globe, un Leone d'oro, un Grammy Award, una Coppa Volpi al Festival di Venezia, un Prix al Festival di Cannes, un Orso d'oro alla carriera al Festival di Berlino, ed è stata onorata con una stella sulla celebre Hollywood Walk of Fame.
Nel 1999 l'American Film Institute l'ha classificata al ventunesimo posto fra le più grandi attrici del cinema statunitense.

## Biografia

### Giovinezza

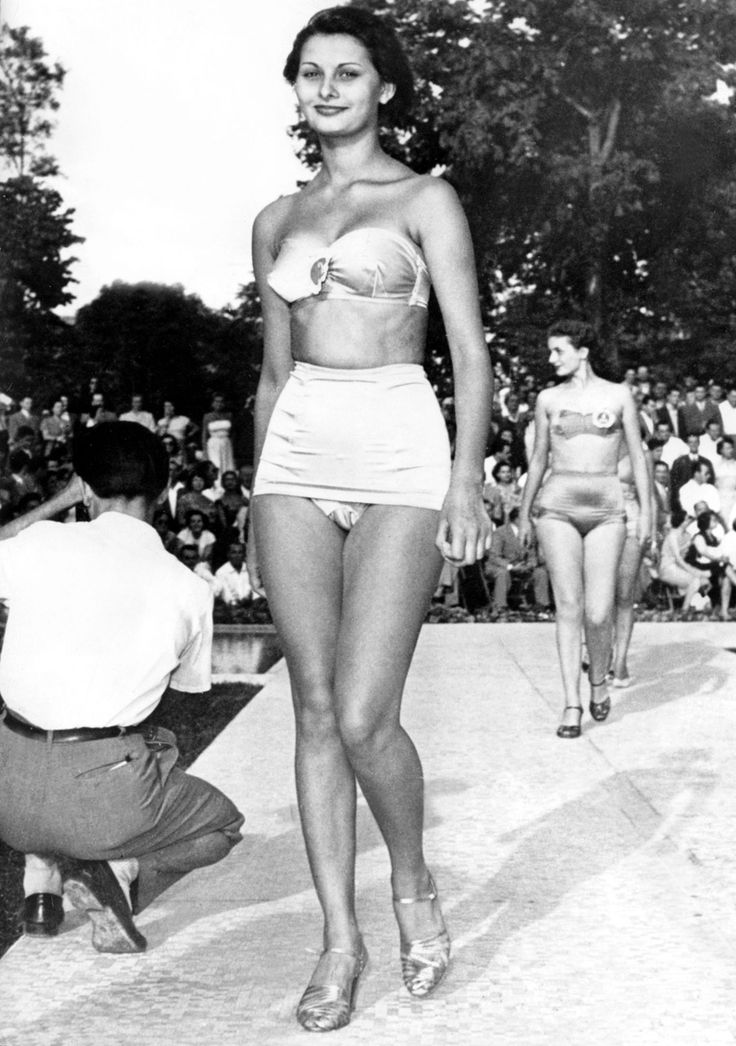
Loren a 15 anni in un concorso di bellezza

Sofia Costanza Brigida Villani Scicolone nacque il 20 settembre 1934 a Roma, figlia di Romilda Villani (1910-1991), insegnante di pianoforte, e di Riccardo Mario Claudio Scicolone (1907-1976), immobiliarista. La madre aveva vinto nel 1932 un concorso per andare a Hollywood come sosia e controfigura di Greta Garbo, ma per la forte opposizione dei suoi genitori rinunciò. Il padre, di origini nobili (la stessa Sofia nella sua autobiografia afferma di avere il diritto di chiamarsi dei Marchesi di Licata Scicolone Murillo), riconobbe la paternità della bambina, che chiamò con il nome della propria madre, Sofia, di origine veneta; tuttavia, rifiutò sempre di sposare Romilda, che per le conseguenti ristrettezze economiche si trasferì con la piccola Sofia da Roma a Pozzuoli, presso la sua famiglia, dove Sofia trascorse l'infanzia e i primi anni dell'adolescenza, durante la seconda guerra mondiale, in condizioni economiche precarie.
Il porto e il magazzino di munizioni di Pozzuoli venivano spesso bombardati dalle forze aeree degli Alleati e Sofia, nel corso di uno di questi bombardamenti, mentre correva nel rifugio antiaereo, fu colpita da una scheggia di shrapnel, che la ferì al mento. Dopo questo incidente, la famiglia si trasferì a Napoli. Dopo la guerra, insieme alla famiglia, tornò nella dimora di Pozzuoli.

### Gli esordi
A quindici anni vinse il suo primo concorso di bellezza e con il premio in denaro tornò a Roma insieme alla madre in cerca di successo, ma entrambe vennero denunciate dal padre che non accettava la carriera della figlia nel mondo dello spettacolo, per una presunta attività di prostituzione nella casa romana, ma tutto si risolse con un chiarimento di fronte alle forze dell'ordine. A Roma partecipò a vari concorsi di bellezza, fra cui Miss Italia del 1950 dove venne eletta Miss Eleganza; posò inoltre per fotoromanzi e partecipò a diverse pellicole cinematografiche come comparsa o in ruoli marginali che a poco a poco le portarono visibilità, essendo centrati sulle sue qualità estetiche. In un solo anno furono una quindicina i film nei quali fu scritturata.
Affiancò anche Corrado, allora divo della radio, nella conduzione di Rosso e nero. La svolta arrivò quando, sempre nel 1951, incontrò il produttore Carlo Ponti, che la notò a un concorso di bellezza, dove lei era ospite; il giorno dopo la ricevette nel suo studio per un colloquio e, rimasto colpito dalle sue potenzialità, le offrì un contratto di sette anni. Iniziò in questo periodo a usare nomi d'arte facendosi prima chiamare Sofia Lazzaro e poi Sophia Loren, così da presentarsi in modo più "internazionale" su suggerimento del produttore Goffredo Lombardo che si ispirò a quello dell'attrice svedese Märta Torén.

### I film degli anni cinquanta

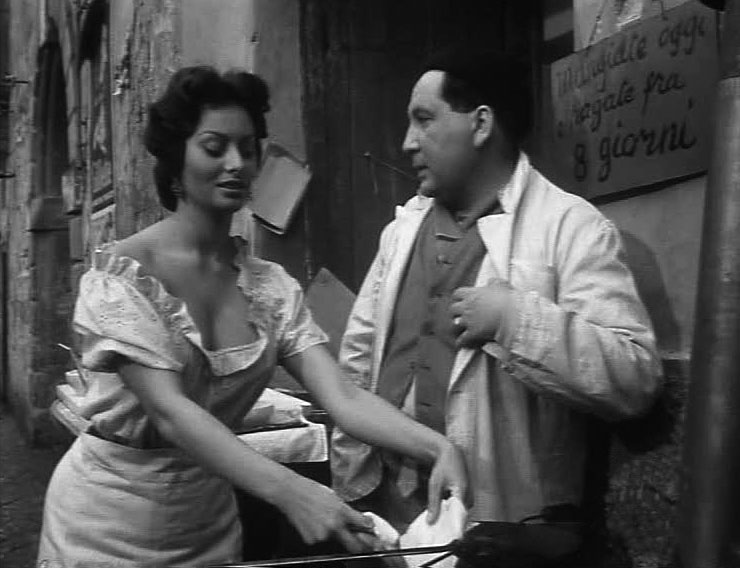
Sophia Loren in L'oro di Napoli con Giacomo Furia (1954)

Uno dei primi ruoli importanti con il nuovo nome fu a fianco di Alberto Sordi, interpretando Cleopatra e quello di una sua sosia in Due notti con Cleopatra di Mario Mattoli nel 1953; nello stesso anno è coprotagonista in Ci troviamo in galleria, esordio alla regia di Mauro Bolognini. L'anno seguente girerà altri film in ruoli secondari come Carosello napoletano, Un giorno in pretura, nell'episodio Don Michele, Anna e il biliardo con Walter Chiari o Pellegrini d'amore, o Tempi nostri, con Totò; lo stesso anno interpreterà anche ruoli da protagonista in celebri commedie come il ruolo della pizzaiola Sofia in L'oro di Napoli, che Vittorio De Sica le volle affidare soltanto poco dopo averla conosciuta e dopo un breve colloquio; segue Peccato che sia una canaglia, di Alessandro Blasetti (tratto da un racconto di Alberto Moravia), dove incontra per la prima volta Marcello Mastroianni con il quale in futuro realizzerà numerosi film; qui interpreta una giovane ladra che cercherà con la sua esuberante bellezza di incastrare l'onesto tassista Paolo, che si difenderà con tutti i mezzi sia dalla giovane Lina e sia dal padre di lei, il professor Stroppiani, interpretato da Vittorio De Sica. Sempre nel 1954 girerà Miseria e nobiltà di Mario Mattoli, con Totò.

Sophia Loren con Raf Vallone ne Il segno di Venere (1955)

Nel 1955 interpreta, con Mastroianni e De Sica, La bella mugnaia, commedia di Mario Camerini ambientata durante l'occupazione spagnola nel sud d'Italia; dello stesso anno è Il segno di Venere, diretto da Dino Risi, dove veste i panni di Agnese che, a causa della sua bellezza, mette in ombra la cugina Cesira di minuto aspetto, interpretata da Franca Valeri; segue Pane, amore e..., con Vittorio De Sica, Tina Pica e diretto da Dino Risi, in cui cerca con ogni mezzo di sedurre il maresciallo Carotenuto affinché le conceda una proroga per rimanere nella sua casa, il film è il seguito di Pane, amore e fantasia e Pane, amore e gelosia, interpretati da Gina Lollobrigida, da sempre indicata come la sua storica rivale cinematografica.
Il suo primo ruolo drammatico è in un film diretto da Mario Soldati, La donna del fiume. Con La fortuna di essere donna (1956) di Alessandro Blasetti, ritorna in coppia con Mastroianni in una commedia. Le viene dedicata copertina su Life del 1955, che segna l'inizio della sua carriera internazionale.

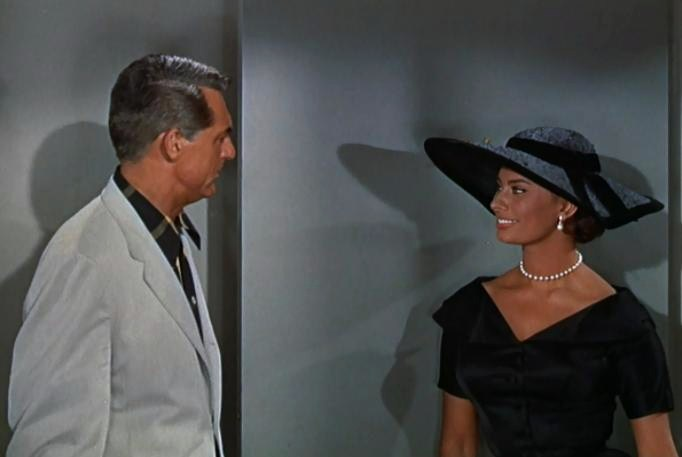
Sophia Loren con Cary Grant in Un marito per Cinzia (1958)

È questo il periodo di molti film girati ad Hollywood, come Orgoglio e passione (1957) di Stanley Kramer, al fianco di Frank Sinatra e Cary Grant. Timbuctù (1957) di Henry Hathaway, con John Wayne, La chiave (1958) di Carol Reed, con William Holden, il western Il diavolo in calzoncini rosa (1959) di George Cukor, con Anthony Quinn, Un marito per Cinzia (1958) di Melville Shavelson, ancora con Cary Grant; seguono Desiderio sotto gli olmi (1958) di Delbert Mann, al fianco di Anthony Perkins, e Quel tipo di donna (1959) di Sidney Lumet, accanto a Tab Hunter e Jack Warden, ed altri ancora.

### Gli anni sessanta: il successo internazionale

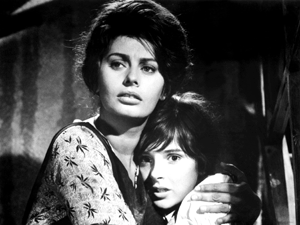
Sophia Loren con Eleonora Brown nel film La ciociara (1960)

Divisa tra Italia e Hollywood, per tutto il decennio interpreta film di successo con le più grandi star, diretta da registi quali Vittorio De Sica, Mario Monicelli, Ettore Scola, Dino Risi, Mario Camerini, Charlie Chaplin, Sidney Lumet, George Cukor, Michael Curtiz, Anthony Mann e André Cayatte; in particolare con De Sica, con il quale gira otto film, spesso con Mastroianni.
Nel tempo va affermandosi come un’icona del cinema italiano e la definitiva consacrazione come attrice arriva con l'interpretazione nel film La ciociara nel quale inizialmente avrebbe dovuto interpretare la figlia Rosetta mentre poi le venne affidata la parte di Cesira che in un primo momento era stata offerta ad Anna Magnani. Ambientato negli anni della seconda guerra mondiale, il film è tratto dall'omonimo romanzo di Alberto Moravia. All'epoca Sophia Loren aveva solo 25 anni, quando inaspettatamente Vittorio De Sica le propose il ruolo di Cesira. Questa interpretazione vale alla Loren il Premio Oscar, la Palma d'oro a Cannes, il BAFTA, il David di Donatello e il Nastro d'argento; nell'aprile dello stesso anno Time le dedica una copertina con un'illustrazione di René Bouché.
Dopo La ciociara in Spagna recita nel colossal El Cid (1961) di Anthony Mann, ove interpreta Jimena, promessa sposa al leggendario condottiero El Cid, interpretato da Charlton Heston; l'anno seguente recita nel film a episodi Boccaccio '70 nel ruolo di Zoe, nell'episodio La riffa, diretta da Vittorio De Sica; Negli anni successivi reciterà con Peter Sellers in La miliardaria, con Clark Gable in La baia di Napoli, con Paul Newman in Lady L e con Marlon Brando e Charlie Chaplin ne La contessa di Hong Kong.
Del 1963 è Ieri, oggi, domani, in cui interpreta tre ruoli divenuti celebri: Adelina, una giovane napoletana venditrice di sigarette di contrabbando che per sfuggire al carcere cerca di rimanere incinta più volte possibile; Anna, una signora milanese che, insoddisfatta della propria vita, cerca una consolazione in un amore extra-coniugale; Mara, una prostituta romana che all'inizio cerca di sedurre un seminarista, ma poi comprende che dovrà aiutarlo nel suo cammino spirituale. Rimane nell'immaginario collettivo lo spogliarello di fronte a un sognante Mastroianni. Per questi ruoli riceverà il David di Donatello come migliore attrice protagonista, mentre il film ottiene numerosi premi, tra cui il Premio Oscar come miglior film straniero nel 1965.
Del 1964 è invece Matrimonio all'italiana, tratto dalla commedia Filumena Marturano di Eduardo De Filippo. Vittorio De Sica le assegna un altro celebre personaggio, quello della prostituta Filumena, complesso e battagliero. Una donna che cerca di rifarsi una vita credendo all'amore di Domenico Soriano (interpretato da Mastroianni), e poi con ogni mezzo trova il modo per garantire un futuro ai suoi tre figli, che ha nascosto per tutta la vita, sposando "don Dummì". Un'eccellente interpretazione con celebri monologhi dove si evidenzia, soprattutto, l'istinto dell'essere madre e l'amore per i figli sopra ogni cosa. Per questo ruolo riceve una seconda candidatura all'Oscar alla miglior attrice.
L'ultimo film con Mastroianni e diretto da De Sica è I girasoli del 1969: una storia d'amore tra Giovanna e Antonio, che li vede felici e innamorati nella prima parte fino a quando la guerra li dividerà per sempre; un altro ruolo intenso e drammatico in cui, questa volta, presta la sua energia nel ritrovare suo marito fino in Russia, dove è dato per disperso. Per questo film riceve un altro David di Donatello come miglior attrice protagonista.

### Gli anni settanta

Con Marcello Mastroianni in Una giornata particolare (1977)

Al successo professionale si aggiunge la gioia della maternità quando, dopo due tentativi sfortunati, nascono due figli: Carlo Jr. nel 1968 ed Edoardo nel 1973. Nel 1971 è protagonista della commedia La mortadella di Mario Monicelli e de La moglie del prete, diretto da Dino Risi, ancora una volta in coppia con Marcello Mastroianni; nel 1972 recita nel film drammatico Bianco, rosso e... di Alberto Lattuada con Adriano Celentano.
Nel 1974 è diretta per l'ultima volta da De Sica in Il viaggio insieme a Richard Burton; per questa interpretazione si aggiudica il suo quinto David di Donatello. Del 1977 è il film Una giornata particolare di Ettore Scola, in coppia con Mastroianni dove interpreta Antonietta, una madre di sei figli che trascorre la propria esistenza chiusa in casa. Vince il sesto David di Donatello, nella ventiduesima edizione del premio.

### Gli anni ottanta e novanta
(Motivazione per l'Oscar onorario, Academy of Motion Picture Arts and Sciences)

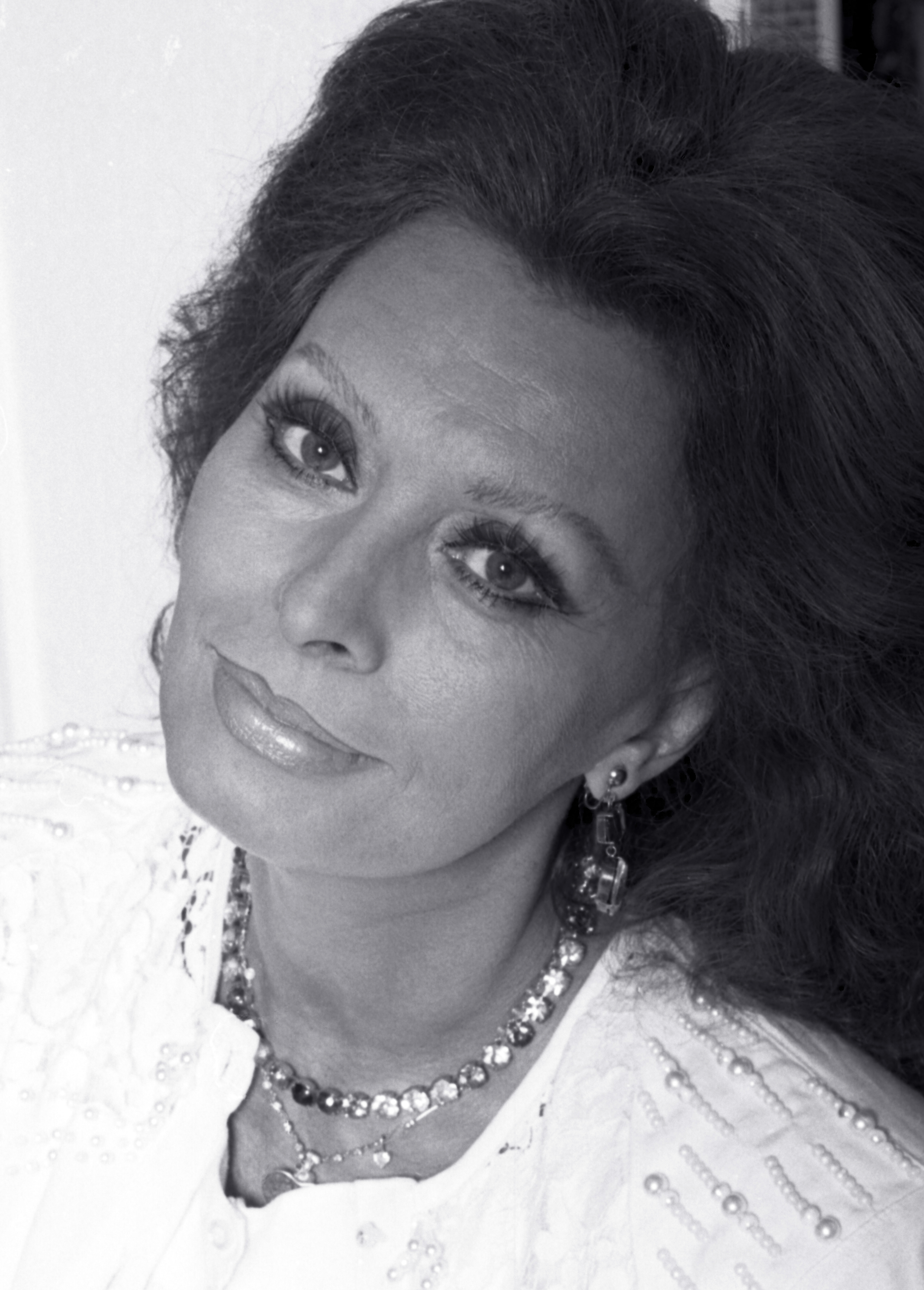
Sophia Loren nel 1986

Il 15 aprile del 1978, un'inchiesta della Guardia di Finanza coinvolse l'attrice e il marito Carlo Ponti accusati entrambi di aver portato all'estero 10 miliardi di lire, con il paravento di film in coproduzione; nel 1982, a seguito di vecchi problemi con il fisco italiano, viene persino incarcerata con l'accusa di frode fiscale restando per ben 17 giorni nel penitenziario di Caserta; nel 2013 la Corte di Cassazione ha escluso qualsiasi responsabilità della Loren, rilevando come la frode sia da attribuire al suo commercialista.
Per il resto gli anni ottanta si segnalano quasi esclusivamente per partecipazioni a produzioni televisive: Sophia: Her Own Story tv-movie autobiografico per la televisione americana tratto dal suo omonimo libro, Madre Coraggio (1986), Mamma Lucia e il remake de La ciociara (1988), di Dino Risi; l'unica eccezione è il film Qualcosa di biondo (1984) in cui recita accanto al figlio Edoardo. Nel 1990 è protagonista con Luca De Filippo del film Sabato, domenica e lunedì tratto dall'omonimo lavoro di Eduardo De Filippo. Nel 1991 riceve il Premio Oscar onorario consegnatole da Gregory Peck, che a sua volta lo aveva ricevuto dalla Loren nel 1963. L'attrice ringrazia molte delle persone che l'hanno aiutata a diventare una grande attrice, come Vittorio De Sica e Federico Fellini, e anche all'interno della sua famiglia. Il 29 marzo del 1993, insieme al suo partner storico di scena, Mastroianni, annuncia e consegna l'Oscar onorario a Federico Fellini.
Nel 1994 Robert Altman l'ha voluta in Prêt-à-Porter, ultimo film interpretato al fianco di Mastroianni, nel quale trent'anni dopo replica lo spogliarello per Marcello Mastroianni di Ieri, oggi, domani. Per l'interpretazione fu candidata a un Golden Globe. L'anno successivo è stata la partner di Jack Lemmon e Walter Matthau in That's Amore - Due improbabili seduttori, mentre nel 1997 ha interpretato la mamma di un ragazzo ebreo che vuol diventare comunista in Soleil di Roger Hanin.
Nel 1999 è Sofia Loren a consegnare l'Oscar al miglior film straniero a Roberto Benigni. Memorabile la scena in cui, al grido dell'attrice "And the Oscar goes to... Robberto", l'attore raggiunge il palco dell'Academy camminando sugli schienali delle poltrone.

### Anni 2000-2010

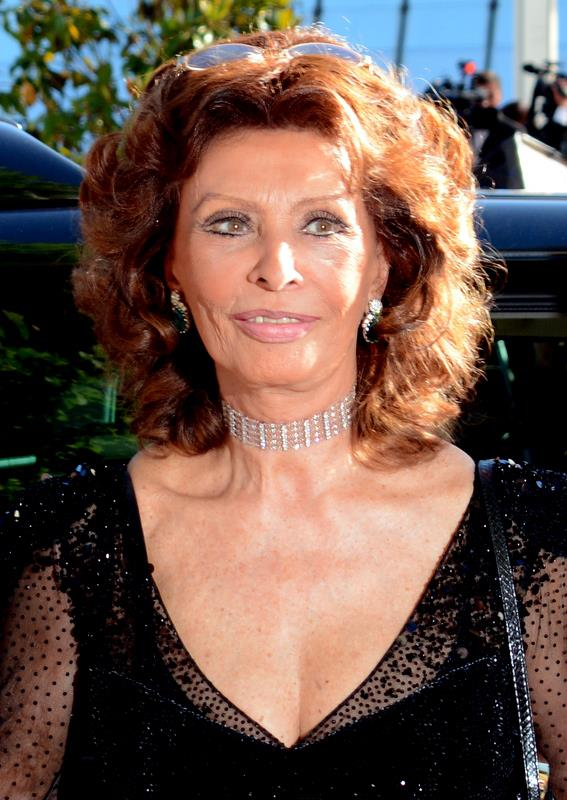
Sophia Loren nel 2014 durante il Festival di Cannes

Verso la fine del 2001, viene scelta come testimonial per la campagna pubblicitaria "L'ultima buona azione della Lira".
Nel 2002 è stata la protagonista di Cuori estranei, diretta dal figlio Edoardo Ponti, e nel 2004 di Peperoni ripieni e pesci in faccia di Lina Wertmüller: ma i maggiori successi li riscontra con le fiction Francesca e Nunziata (2001), sempre di Wertmüller, recitando accanto a Claudia Gerini e Raoul Bova e La terra del ritorno (2004), in coppia con Sabrina Ferilli.
Ha preso parte allo spot pubblicitario della TIM, insieme a Christian De Sica e a Elisabetta Canalis, interpretando una suora. Nel 2006 ha posato per il Calendario Pirelli 2007. Nel febbraio 2007 esce il film Saturno contro di Ferzan Özpetek, la cui colonna sonora contiene la traccia Zoo be zoo be zoo interpretata da Sophia. Nel 2009, dopo diversi anni di assenza dalla cinematografia, è chiamata da Rob Marshall per interpretare la madre del protagonista in Nine, omaggio musical a 8½ di Fellini.
Nel 2010 torna in TV come protagonista della miniserie La mia casa è piena di specchi, ispirata al romanzo autobiografico della sorella Maria Scicolone. Sophia interpreta sua madre Romilda. Nel 2011 per la prima volta nella sua carriera doppia il film d'animazione Disney-Pixar Cars 2, dove ha il ruolo di Mamma Topolino.
Il 4 marzo 2011 l'Academy di Los Angeles ha voluto celebrare la carriera dell'attrice italiana con una serata a lei interamente dedicata. Personaggi come Billy Crystal, John Travolta, Christina Ricci, Joe Camp, Eva Mendes hanno partecipato alla serata per ripercorrere insieme a lei la sua lunga carriera con documenti tratti dai suoi film al Samuel Goldwyn Theater di Beverly Hills.
Nel 2015 per i suoi 80 anni pubblica un'autobiografia dal titolo Ieri, oggi e domani. La mia vita, edita da Rizzoli. Nel 2016 è protagonista della campagna pubblicitaria del profumo Dolce Rosa Excelsa di Dolce & Gabbana, per cui realizza anche uno spot ambientato in Sicilia, a Bagheria, e diretto da Giuseppe Tornatore con la musica di Ennio Morricone.

### Anni 2020
Nel 2020 è protagonista de La vita davanti a sé, diretta dal figlio Edoardo Ponti. Il 26 febbraio 2021 Laura Delli Colli, Presidente del Sindacato nazionale giornalisti cinematografici italiani, comunica che le verrà assegnato il Nastro di platino come evento unico in occasione del 75º del Sindacato. L'11 maggio 2021, durante la cerimonia dei David di Donatello 2021, le viene assegnato il David come migliore attrice protagonista; ad accompagnarla sul palco è stato il figlio e regista del film Edoardo. In questo modo, a 86 anni e 232 giorni, diviene ufficialmente l'attrice più anziana ad aver vinto il David di Donatello per la migliore attrice protagonista.

## Vita privata

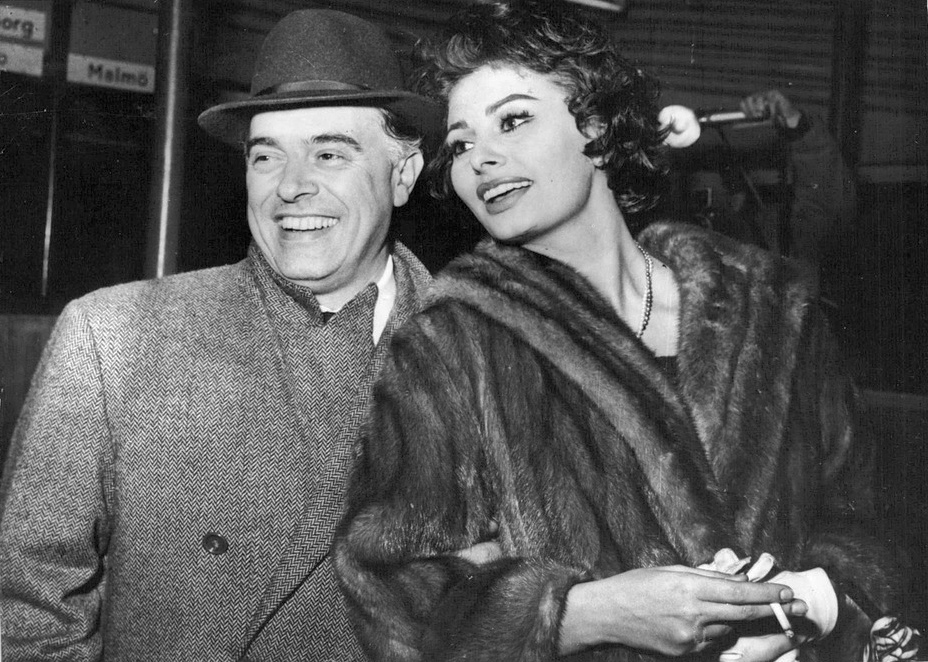
Sophia Loren con Carlo Ponti, 1958

Nel periodo di lavoro per i fotoromanzi, quando il suo nome d'arte era "Sofia Lazzaro", conobbe Achille Togliani; tra loro, colleghi davanti alle macchine fotografiche, iniziò una relazione sentimentale che fu scandita da un reciproco invio di molte lettere appassionate, delle quali resta una parte che è oggi conservata da Adelmo Togliani, figlio di Achille.
Nel 1950, all'età di 16 anni, Sophia incontrò il produttore cinematografico Carlo Ponti, all'epoca trentottenne e sposato dal 1946 con Giuliana Fiastri, dalla quale avrebbe avuto due figli: Guendalina (1951) e Alessandro (1953). Nel 1956 Ponti si recò in Messico, dove ottenne il divorzio dalla Fiastri e il 17 settembre 1957 sposò la Loren per procura. Dopo il matrimonio, Ponti non rientrò in Italia per evitare l'accusa di bigamia (all'epoca in Italia il divorzio non era ancora consentito), lavorando a Hollywood. Nel 1960 lui e la Loren tornarono in Italia e furono accusati di bigamia, ma negarono di essere uniti in matrimonio.
Nel 1962 il matrimonio di Ponti e Giuliana Fiastri fu annullato, evitando così alla coppia l'accusa di bigamia. Nel 1965 Ponti ottenne il divorzio dalla precedente moglie in Francia e sposò quindi la Loren il 9 aprile 1966 a Sèvres.
Ponti e la Loren ottennero la cittadinanza francese grazie all'intervento del presidente Georges Pompidou. La coppia ebbe due figli:
- Carlo Jr., nato a Ginevra nel 1968 e cresciuto negli Stati Uniti; direttore d'orchestra, ha sposato la violinista ungherese Andrea Meszaros, dalla quale ha avuto due figli
- Edoardo, nato a Ginevra nel 1973; regista, sceneggiatore e produttore cinematografico, ha sposato l'attrice statunitense Sasha Alexander, dalla quale ha avuto due figli.

La Loren rimase sposata con Ponti fino al decesso di quest'ultimo, avvenuto il 9 gennaio 2007 a causa di complicazioni polmonari.
Negli anni sessanta ebbe, per sua stessa ammissione, un flirt con Cary Grant.
Carlo Ponti e Sophia Loren sono stati importanti collezionisti d'arte. La collezione Ponti-Loren comprende oltre 150 opere, tra cui lavori di Matisse, Cézanne, Picasso, Braque, Dalí, Canaletto, Renoir, De Chirico, Balla, Magritte, Kokoschka e numerosi reperti archeologici. Nel 2007 un quadro di Francis Bacon appartenente alla collezione venne venduto dall'Acquavella Galleries di New York per più di 15 milioni di dollari. Nello stesso anno la Loren mise all'asta da Christie's a Londra un altro quadro di Bacon del 1956, Study for Portrait II, venduto per 14 200 000 euro.
Nel 1962 la sorella della Loren, Maria Scicolone, sposò il pianista jazz e pittore Romano Mussolini, figlio del dittatore fascista Benito. La Loren, pertanto, è zia biologica della politica e opinionista Alessandra Mussolini, figlia di Romano e nipote di Benito.
Risiede a Ginevra.

## Filmografia

Sophia Loren in Africa sotto i mari (1953)

Sophia Loren con Luciano Della Marra in Aida (1953)

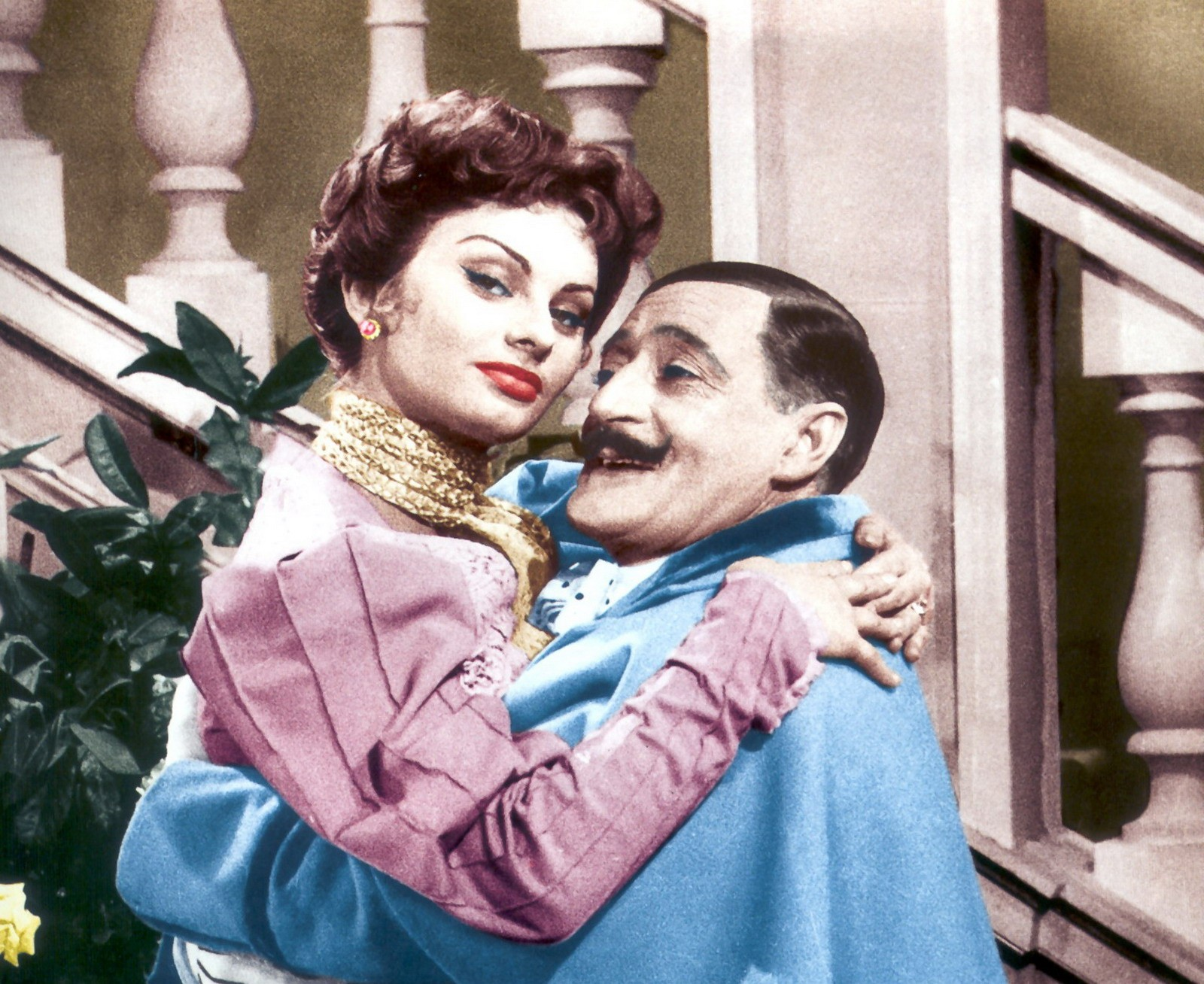
Sophia Loren con Totò in Miseria e nobiltà (1954)

Sophia Loren con Marcello Mastroianni in Peccato che sia una canaglia (1954)

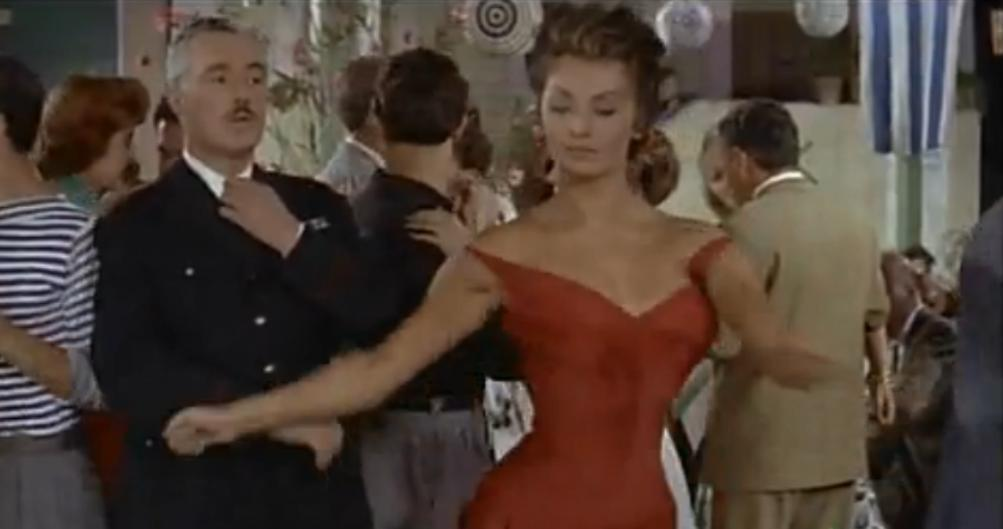
Sophia Loren con Vittorio De Sica nella celebre scena del Mambo in Pane, amore e... (1955)

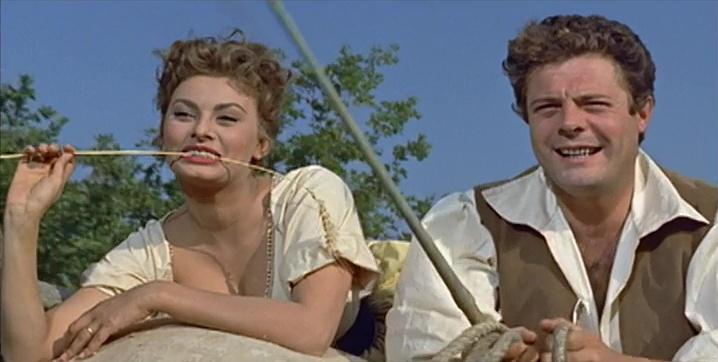
Sophia Loren e Marcello Mastroianni nel film La bella mugnaia (1955)

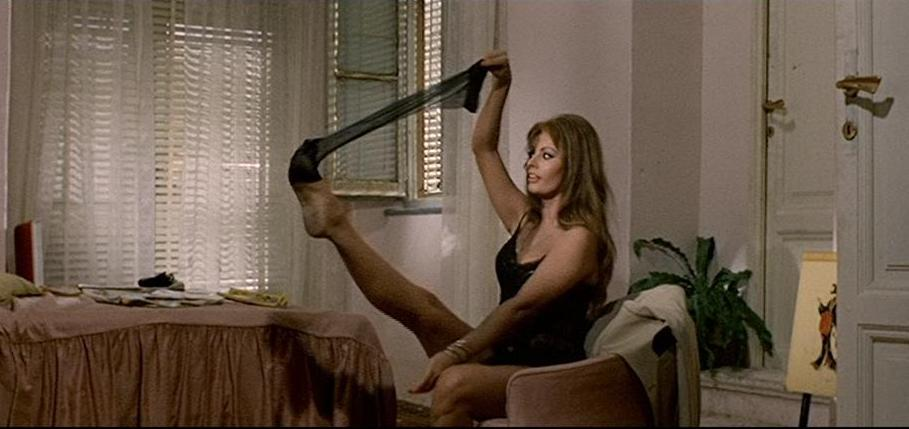
Sophia Loren nella celebre scena dello spogliarello nel film Ieri, oggi, domani (1963)

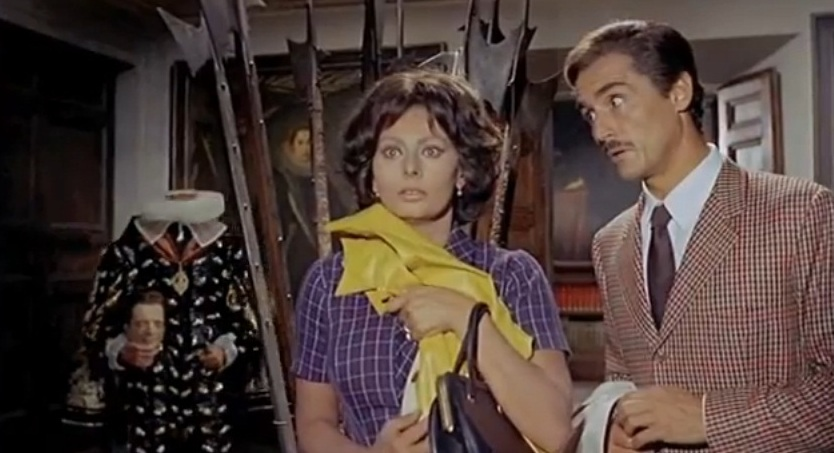
Sophia Loren con Vittorio Gassman in Questi fantasmi (1967)

Sophia Loren ne I girasoli (1969)

### Attrice

#### Cinema
- Cuori sul mare, regia di Giorgio Bianchi (1950) - come Sofia Scicolone
- Il voto, regia di Mario Bonnard (1950) - come Sofia Scicolone
- Tototarzan, regia di Mario Mattoli (1950) - come Sofia Lazzaro
- Le sei mogli di Barbablù, regia di Carlo Ludovico Bragaglia (1950) - come Sofia Lazzaro
- Luci del varietà, regia di Federico Fellini e Alberto Lattuada (1950) - come Sofia Lazzaro
- Lebbra bianca, regia di Enzo Trapani (1951) - come Sofia Scicolone
- Io sono il Capataz, regia di Giorgio Simonelli (1951) - come Sophia Lazzaro
- Milano miliardaria, regia di Vittorio Metz, Marcello Marchesi e Marino Girolami (1951) - come Sofia Lazzaro
- Quo vadis, regia di Mervyn LeRoy (1951) - non accreditata
- Il padrone del vapore, regia di Mario Mattoli (1951) - come Sophia Lazzaro
- Il mago per forza, regia di Vittorio Metz, Marcello Marchesi e Marino Girolami (1951) - come Sofia Lazzaro
- Era lui, si, si!, regia di Vittorio Metz, Marcello Marchesi e Marino Girolami (1951) - come Sofia Lazzaro
- Anna, regia di Alberto Lattuada (1951) - come Sofia Lazzaro
- È arrivato l'accordatore, regia di Duilio Coletti (1952) - come Sofia Lazzaro
- Il sogno di Zorro, regia di Mario Soldati (1952) - come Sofia Lazzaro
- La favorita, regia di Cesare Barlacchi (1952) - come Sofia Lazzaro
- La tratta delle bianche, regia di Luigi Comencini (1952) - come Sofia Lazzaro
- Africa sotto i mari, regia di Giovanni Roccardi (1953)
- Aida, regia di Clemente Fracassi (1953)
- Ci troviamo in galleria, regia di Mauro Bolognini (1953)
- La domenica della buona gente, regia di Anton Giulio Majano (1953)
- Un giorno in pretura, regia di Steno (1953)
- Carosello napoletano, regia di Ettore Giannini (1954)
- Il paese dei campanelli, regia di Jean Boyer (1954)
- Due notti con Cleopatra, regia di Mario Mattoli (1954)
- Tempi nostri - Zibaldone n. 2, regia di Alessandro Blasetti (1954)
- Miseria e nobiltà, regia di Mario Mattoli (1954)
- Pellegrini d'amore, regia di Andrea Forzano (1954)
- Attila, regia di Pietro Francisci (1954)
- L'oro di Napoli, regia di Vittorio De Sica (1954)
- Peccato che sia una canaglia, regia di Alessandro Blasetti (1954)
- La donna del fiume, regia di Mario Soldati (1954)
- Il segno di Venere, regia di Dino Risi (1955)
- La bella mugnaia, regia di Mario Camerini (1955)
- Pane, amore e..., regia di Dino Risi (1955)
- La fortuna di essere donna, regia di Alessandro Blasetti (1956)
- Il ragazzo sul delfino (Boy on a Dolphin), regia di Jean Negulesco (1957)
- Orgoglio e passione (The Pride and the Passion), regia di Stanley Kramer (1957)
- Timbuctù (Legend of the Lost), regia di Henry Hathaway (1957)
- Desiderio sotto gli olmi (Desire Under the Elms), regia di Delbert Mann (1958)
- La chiave (The Key), regia di Carol Reed (1958)
- Orchidea nera (The Black Orchid), regia di Martin Ritt (1958)
- Un marito per Cinzia (Houseboat), regia di Melville Shavelson (1958)
- Quel tipo di donna (That Kind of Woman), regia di Sidney Lumet (1959)
- Il diavolo in calzoncini rosa (Heller in Pink Tights), regia di George Cukor (1959)
- Olympia (A Breath of Scandal), regia di Michael Curtiz (1960)
- La baia di Napoli (It Started in Naples), regia di Melville Shavelson (1960)
- La miliardaria (The Millionairess), regia di Anthony Asquith (1960)
- La ciociara, regia di Vittorio De Sica (1960)
- El Cid, regia di Anthony Mann (1961)
- Madame Sans-Gêne, regia di Christian-Jaque (1961)
- Boccaccio '70, episodio La riffa, regia di Vittorio De Sica (1962)
- Il coltello nella piaga (Le couteau dans la plaie), regia di Anatole Litvak (1962)
- I sequestrati di Altona, regia di Vittorio De Sica (1962)
- Ieri, oggi, domani, regia di Vittorio De Sica (1963)
- Matrimonio all'italiana, regia di Vittorio De Sica (1964)
- La caduta dell'Impero romano (The Fall of the Roman Empire), regia di Anthony Mann (1964)
- Operazione Crossbow (Operation Crossbow), regia di Michael Anderson (1965)
- Lady L, regia di Peter Ustinov (1965)
- Judith, regia di Daniel Mann (1966)
- Arabesque, regia di Stanley Donen (1966)
- La contessa di Hong Kong (A Countess from Hong Kong), regia di Charlie Chaplin (1967)
- C'era una volta, regia di Francesco Rosi (1967)
- Questi fantasmi, regia di Renato Castellani (1967)
- I girasoli, regia di Vittorio De Sica (1969)
- La moglie del prete, regia di Dino Risi (1970)
- La mortadella, regia di Mario Monicelli (1971)
- Bianco, rosso e..., regia di Alberto Lattuada (1972)
- L'uomo della Mancha (Man of La Mancha), regia di Arthur Hiller (1972)
- Il viaggio, regia di Vittorio De Sica (1974)
- L'accusa è: violenza carnale e omicidio (Verdict), regia di André Cayatte (1974)
- La pupa del gangster, regia di Giorgio Capitani (1975)
- Cassandra Crossing (The Cassandra Crossing), regia di George Pan Cosmatos (1976)
- Una giornata particolare, regia di Ettore Scola (1977)
- Angela, regia di Boris Sagal (1978)
- Fatto di sangue fra due uomini per causa di una vedova. Si sospettano moventi politici, regia di Lina Wertmüller (1978)
- Obiettivo "Brass" (Brass Target), regia di John Hough (1978)
- Bocca da fuoco (Firepower), regia di Michael Winner (1979)
- Qualcosa di biondo, regia di Maurizio Ponzi (1984)
- Prêt-à-Porter, regia di Robert Altman (1994)
- That's Amore - Due improbabili seduttori (Grumpier Old Men), regia di Howard Deutch (1995)
- Soleil, regia di Roger Hanin (1997)
- Cuori estranei (Between Strangers), regia di Edoardo Ponti (2002)
- Peperoni ripieni e pesci in faccia, regia di Lina Wertmüller (2004)
- Nine, regia di Rob Marshall (2009)
- Voce umana (mediometraggio), regia di Edoardo Ponti (2013)
- La vita davanti a sé (The Life Ahead), regia di Edoardo Ponti (2020)

#### Televisione
- Romeo und Julia '70 – serie TV (1969)
- Breve incontro (Brief Encounter), regia di Alan Bridges – film TV (1974)
- Sophia Loren: Her Own Story – film TV (1980)
- Madre Coraggio, regia di Jeremy Kagan – film TV (1986)
- Mamma Lucia (The Fortunate Pilgrim), regia di Stuart Cooper – miniserie TV (1988)
- La ciociara, regia di Dino Risi – miniserie TV (1989)
- Sabato, domenica e lunedì, regia di Lina Wertmüller – film TV (1990)
- Francesca e Nunziata, regia di Lina Wertmüller – film TV (2001)
- La terra del ritorno, regia di Jerry Ciccoritti – miniserie TV (2004)
- La mia casa è piena di specchi, regia di Vittorio Sindoni – miniserie TV (2010)

### Doppiatrice
- Cars 2, regia di Brad Lewis e John Lasseter – film d'animazione (2011)

## Doppiatrici
Sophia Loren è stata doppiata dalle seguenti doppiatrici:
- Lydia Simoneschi in Il paese dei campanelli, Due notti con Cleopatra[24], Attila, Orgoglio e passione, Timbuctù, Desiderio sotto gli olmi[25], La chiave, Orchidea nera, Un marito per Cinzia, Quel tipo di donna, Il diavolo in calzoncini rosa, Olympia
- Rita Savagnone in Operazione Crossbow, Lady L, Judith, Arabesque, La contessa di Hong Kong, L'uomo della Mancha, L'accusa è: violenza carnale e omicidio, Cassandra Crossing, Angela, Obiettivo "Brass", Bocca da fuoco
- Miranda Bonansea in Lebbra bianca, Due notti con Cleopatra[26]
- Clara Bindi in Ci troviamo in galleria, Un giorno in pretura
- Giuliana Maroni in Il sogno di Zorro
- Palmira Vitali Marini in La favorita
- Micaela Giustiniani in La tratta delle bianche
- Renata Marini in Africa sotto i mari
- Renata Tebaldi in Aida (canto)
- Adriana De Roberto in La domenica della buona gente
- Rosetta Calavetta in Pellegrini d'amore
- Serena Spaziani in Desiderio sotto gli olmi[27]

## Riconoscimenti

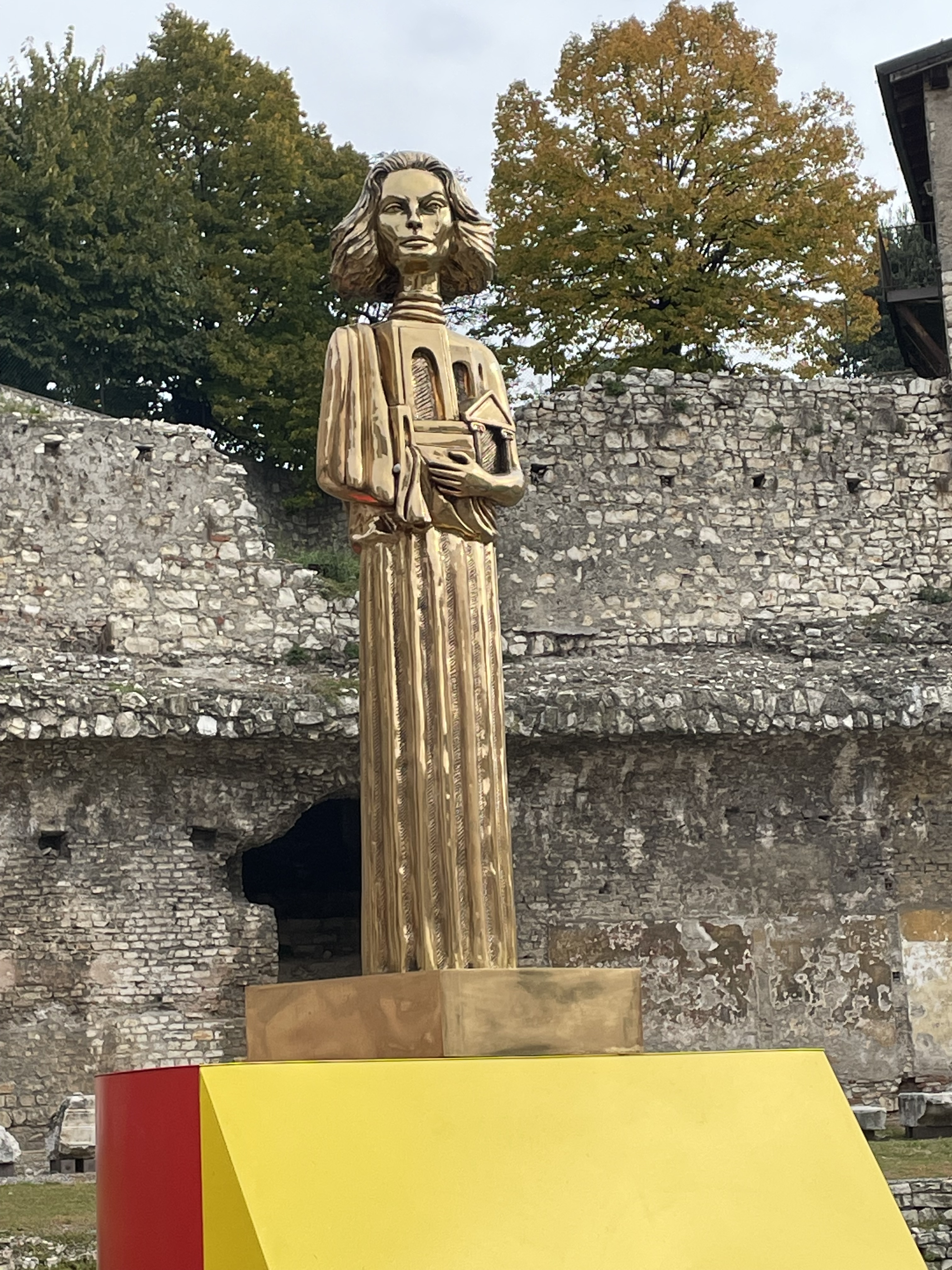
Statuetta di Sophia Loren esposta nel teatro romano di Brescia

Tra i riconoscimenti ricevuti figurano la Coppa Volpi, vinta nel 1958 per Orchidea nera di Martin Ritt, il premio per la migliore interpretazione al Festival di Cannes nel 1960 per La ciociara, il BAFTA quale attrice internazionale dell'anno e il già citato Oscar nel 1962 per La ciociara.
Nel 1991, in Francia, è stata insignita della Legion d'onore; lo stesso anno le è stato assegnato l'Oscar onorario. Nel 1994 ha ottenuto anche l'Orso d'oro alla carriera al Festival internazionale del cinema di Berlino. Nel 1996 il Presidente della repubblica Oscar Luigi Scalfaro l'ha insignita del titolo di Cavaliere di gran croce dell'Ordine al merito della Repubblica italiana.
Nel 1998 ha ricevuto il Leone d'oro alla carriera alla Mostra del cinema di Venezia e il Globo d'oro alla carriera che le viene assegnato dalla stampa estera in Italia. L'attrice però era assente a causa di problemi di salute e a ritirare il premio al Lido c'erano il marito Carlo Ponti e i suoi due figli. Nel 2009 le è stato assegnato il Premio Imperiale per il cinema, considerato il Nobel per attori e registi.
Il 10 febbraio 2006 ha partecipato alla cerimonia di apertura delle Olimpiadi invernali di Torino 2006 portando, per la prima volta nella storia, insieme ad altre 7 celebri donne, la bandiera olimpica. Il 20 ottobre 2007 riceve il Premio Campidoglio a Roma. Il 21 maggio 2009 entra nel Guinness dei Primati come l'attrice italiana più premiata di sempre.
- Premio Oscar
  - 1962 – Migliore attrice per La ciociara
  - 1965 – Candidatura alla migliore attrice per Matrimonio all'italiana
  - 1991 – Oscar onorario
- Golden Globe
  - 1960 – Candidatura alla migliore attrice in un film commedia o musicale per La baia di Napoli
  - 1964 – Henrietta Award
  - 1965 – Henrietta Award
  - 1965 – Candidatura alla migliore attrice in un film commedia o musicale per Matrimonio all'italiana
  - 1966 – Candidatura all'Henrietta Award
  - 1969 – Henrietta Award
  - 1971 – Candidatura all'Henrietta Award
  - 1977 – Henrietta Award
  - 1995 – Golden Globe alla carriera
  - 1995 – Candidatura alla migliore attrice non protagonista per Prèt-à-Porter
- BAFTA
  - 1962 – Migliore attrice straniera per La ciociara
- David di Donatello
  - 1959 – Targa d'oro per Orchidea nera
  - 1961 – Migliore attrice protagonista per La ciociara
  - 1964 – Migliore attrice protagonista per Ieri, oggi, domani
  - 1965 – Migliore attrice protagonista per Matrimonio all'italiana
  - 1970 – Migliore attrice protagonista per I girasoli
  - 1974 – Migliore attrice protagonista per Il viaggio
  - 1978 – Migliore attrice protagonista per Una giornata particolare
  - 1984 – Targa d'oro
  - 1999 – David alla carriera
  - 2014 – David speciale per Voce umana
  - 2021 – Migliore attrice protagonista per La vita davanti a sé
- Nastro d'argento
  - 1961 – Migliore attrice protagonista per La ciociara
  - 1964 – Candidatura alla Migliore attrice protagonista per Ieri, oggi, domani
  - 1965 – Candidatura alla migliore attrice protagonista per Matrimonio all'italiana
  - 1968 – Candidatura alla migliore attrice protagonista per C'era una volta
  - 1978 – Migliore attrice protagonista per Una giornata particolare
  - 1995 – Nastro d'argento alla carriera
  - 2021 – Nastro di platino
- Globo d'oro
  - 1978 – Migliore attrice per Una giornata particolare
  - 1998 – Globo d'oro alla carriera
- Festival Cinematografico di Venezia
  - 1958 – Coppa Volpi per la migliore interpretazione femminile per Orchidea nera
  - 1998 – Leone d'oro alla carriera
- Festival di Cannes
  - 1961 – Prix d'interprétation féminine per La ciociara
- Grammy Award
  - 2004 – Miglior album parlato per bambini
- New York Film Critics Circle Awards
  - 1961 – Miglior attrice protagonista per La ciociara
- Premio Imperiale per il cinema
  - 2010
- Academy Visionary Award
  - 2021

## Onorificenze

### Altri meriti ottenuti
Hollywood Walk of Fame

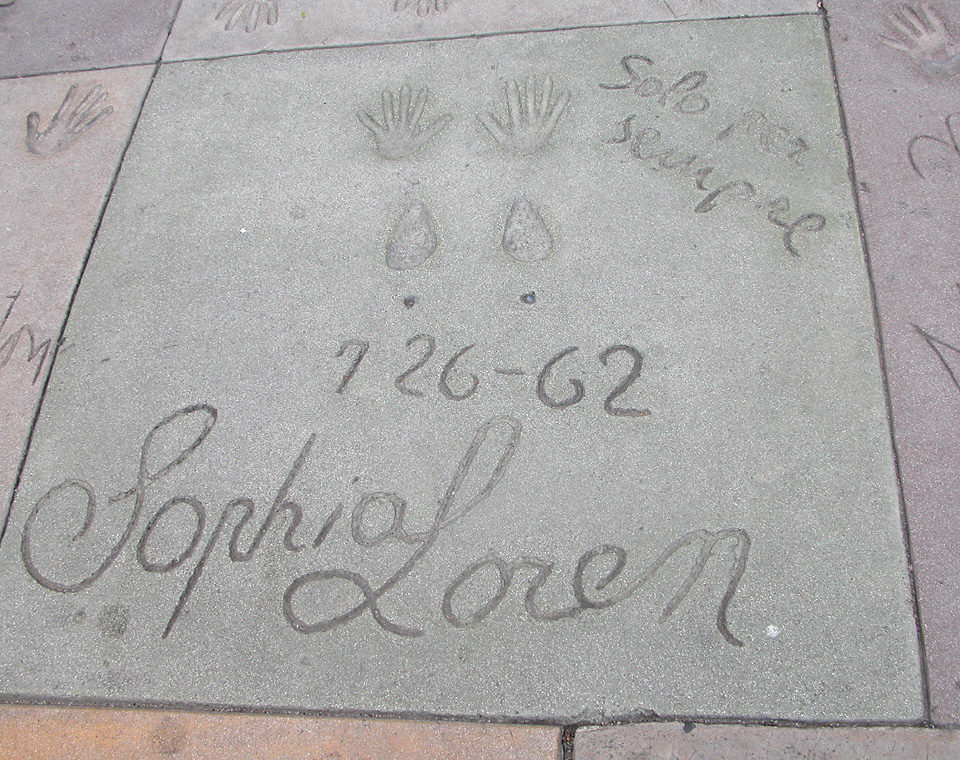
Le impronte di Sophia Loren sul piazzale del Grauman's Chinese Theatre a Los Angeles

- 1994 – Stella per il suo contributo all'industria dello show-business

Telegatto:
- 2001 - Premio Telegatto alla carriera

Taormina Film Fest:
- 2012 - Taormina Art Award

San Marino Film Festival:
- 2012 - Premio San Marino per il Cinema

## Discografia parziale

### Album
- 1960 – Peter and Sophia (Parlophone, LP) con Peter Sellers
- 1963 – Poesie di Salvatore Di Giacomo (CAM, LP)
- 1972 – Man Of La Mancha (United Artists Records, LP) con Peter O'Toole, James Coco, Mitch Leigh e Joe Darion

### Raccolte
- 1992 – Le canzoni di Sophia Loren (CGD, 2xCD)
- 2006 – Secrets Of Rome (Traditional Line, CD)
- 2009 – Τι Είναι Αυτό Που Το Λένε Αγάπη - Το Παιδί Και Το Δελφίνι (Δίφωνο, CD)

### Singoli
- S'Agapo/Adoro te con Paola Orlandi (1957, RCA, 45N 0585, 7")
- Donne-moi ma chance (Hal David, Burt Bacharach ) , 1964
- Anyone/There is a star con Orchestra Armando Trovajoli (1971, Delta, ZD 50160, 7")
- La storia di Maddalena (1972, RCA) - colonna sonora de La mortadella
- Che m'e'mparato a fà/I wanna a guy (RCA, A25V-0473, 10" a 78 giri)
- Addio amore (Polydor, 2050012, 7")

## Film e documentari su Sophia Loren
- Le dee dell'amore (The Love Goddesses) regia di Saul J. Turell – documentario (1965)
- Sophia: Ieri, Oggi, Domani, regia di Massimo Ferrari – documentario (2007)
- Sophia! – documentario (2022)

## Riferimenti nei mass media
- Bob Dylan la cita nel suo brano I Shall Be Free.
- Sergio Endrigo le ha dedicato la canzone Sophia, pubblicata su 45 giri nel 1969.
- La cantante Mirella Felli nel 1991, l'ha omaggiata con la canzone Sofia, tratta dall'album Storie Scomode.
- Il cantante Gigi D'Alessio ha scritto e interpretato una canzone dedicata a lei intitolata Donna Sofì.
- Davide Van De Sfroos la cita nella sua canzone Grand Hotel.
- Il personaggio Disney di Amelia (Magica De Spell), creato da Carl Barks nel 1961, è parzialmente ispirato a Sophia Loren[38].
- Il cantante J-Ax la cita nella sua canzone Miss&Mr Hyde come esempio di bellezza che dura nel tempo.
- La cantante Lio la cita nel brano Les brunes comptent pas pour des prunes del 1986.
- il gruppo CCCP Fedeli alla linea la cita nel pezzo Aghia Sophia.
- Nella puntata Pin Up Girl di Cold Case - Delitti irrisolti, il capitano John Stillman ammette di aver custodito una foto della Loren nel suo libro di algebra e sul finire della puntata il detective Will Jeffries gli consegna una foto d'epoca dell'attrice vestita con un elegante abito rosso.
- Il gruppo britannico The Psychedelic Furs la cita nel loro brano di debutto We Love You del 1979.
- Fedez la cita insieme a Marcello Mastroianni nel brano Crisi di stato.